# Les Misérables (1952)
Les Misérables é um filme estadunidense de 1952 do gênero 'Drama", dirigido por Lewis Milestone. É outra versão para o cinema do romance Os Miseráveis, do escritor francês Victor Hugo.

## Elenco
- Michael Rennie...Jean Valjean
- Debra Paget...Cosette
- Robert Newton...Javert
- Edmund Gwenn...Bispo Myriel
- Sylvia Sidney...Fantine
- Cameron Mitchell...Marius
- Elsa Lanchester...Madame Magloire
- June Hillman...Madre Superiora
- Patsy Weil...Cosette (aos 7 anos de idade)
- Bobby Hyatt...Gavroche
- James Robertson Justice...Robert
- Joseph Wiseman...Genflou

## Sinopse
Em 1798 na França, o pobre, bondoso e muito forte Jean Valjean é condenado a uma sentença de dez anos (no livro são cinco anos) de trabalhos forçados por roubar um pão para dar a uma família de mendigos. Ele vai para as galés (no livro é a prisão Bagne de Toulon) onde fica embrutecido pelos castigos e sofrimentos mas também onde acaba por aprender a ler com as lições dadas por um amigo de prisão. Depois que sai, vaga pelas estradas e cidades sem apoio das pessoas e tenta voltar aos roubos mas é ajudado pelo bispo Myriel que impede que seja preso novamente. O religioso lhe dá algumas peças de prata para que venda e consiga algum dinheiro. Logo depois, Valjean impede que um menino sofra um acidente fatal e o pai, agradecido, aceita lhe vender uma fábrica de cerâmicas, dando-lhe a chance de se tornar um cidadão respeitável na comunidade. Ele esconde de todos o seu passado de condenado usando o nome de Senhor Madeleine mas seu antigo oficial carcereiro, o doentio Javert, chega à cidade para ocupar o posto de chefe de polícia e logo suspeita de Valjean, que teme ter sido reconhecido pelo antigo algoz.